# 埃里克·林登
埃里克·林登（瑞典語：Erik Lindén，1911年11月8日—1992年12月22日），瑞典男子摔跤运动员。他曾代表瑞典参加1948年夏季奥林匹克运动会摔跤比赛，获得男子自由式中量级铜牌。